# The Times
Pour les articles homonymes, voir Time.
The Times est un quotidien britannique de centre-droite fondé en 1785 par John Walter. Depuis 1981, il est une filiale de News Corporation, le groupe du milliardaire Rupert Murdoch. Son siège est basé à Londres.

## Histoire du journal

Sur le logo figure la devise de la monarchie britannique « Dieu et mon droit ».

Il est fondé en 1785 par John Walter sous le nom de London Daily Universal Register.
Il est le premier journal à avoir été imprimé sur rotative à vapeur en 1814, un dispositif développé par Friedrich Koenig,,. En 1815, The Times avait un tirage de 5 000 exemplaires. L'utilisation du télégraphe et la diffusion des exemplaires imprimés vers les grandes métropoles par train à vapeur ont également participé à faire de ce journal un média de masse durant le XIXe siècle.
S'y ajoute la qualité de ses journalistes (Daniel Defoe, Jonathan Swift, Samuel Johnson, Benjamin Franklin), de ses correspondants à l'étranger, comme Henri Opper de Blowitz à Paris, et de ses correspondants de guerre, comme William Howard Russell,.
En 1908, Alfred Harmsworth rachète le journal. De 1922 à 1966, le titre est repris successivement par Major Astor, puis par Roy Thomson. Puis en 1981, le milliardaire et magnat de la presse Rupert Murdoch rachète à son tour ce quotidien,.
Comme l'ensemble de la presse écrite britannique, le journal adopte un format plus compact en 2004, (format tabloïd).
En novembre 2009, The Times s'est vendu en moyenne à 563 262 exemplaires par jour, en chute de 9,42 % par rapport au chiffre de novembre 2008 de 621 831. En février 2020, le journal tirait à 359 960 exemplaires.
The Times a été fortement utilisé par les universitaires et les chercheurs en raison de sa disponibilité dans les bibliothèques et de son index détaillé. Un dossier historique complet du journal numérisé, jusqu'en 2019, est en ligne auprès de Gale Cengage Learning,.

## Propriétaires
- John Walter (1785-1803)
- John Walter 2 (1803-1847)
- John Walter 3 (1847-1894)
- Arthur Fraser Walter (1894-1908)
- Lord Northcliffe (1908-1922)
- Famille Astor (1922-1966) : John Jacob Astor V
- Roy Thomson (1966-1981)
- News International (sous-société de News Corp), dirigée par Rupert Murdoch (depuis 1981)

## Rédacteurs en chef
- John Walter (1785-1803)
- John Walter II (1803-1809)
- John Stoddart (1809-1817)
- Thomas Barnes (1817-1841)
- John Delane (1841-1879)
- Thomas Chenery (1879-1884)
- George Earle Buckle (1884-1912)
- George Geoffrey Dawson (1912-1919)
- Henry Wickham Steed (1919-1922)
- George Geoffrey Dawson (1923-1941)
- Robert McGowan Barrington-Ward (1941-1948)
- William Francis Casey (1948-1952)
- William Haley (1952-1966)
- Lord Rees-Mogg (1967-1981)
- Harold Evans (1981-1982)
- Charles Douglas-Home (1982-1985)
- Charles Wilson (1985-1990)
- Simon Jenkins (1990-1992)
- Peter Stothard (1992-2002)
- Robert Thomson (2002-2007)
- James Harding (2007-2012)
- John Witherow (depuis 2013)

## Ligne éditoriale

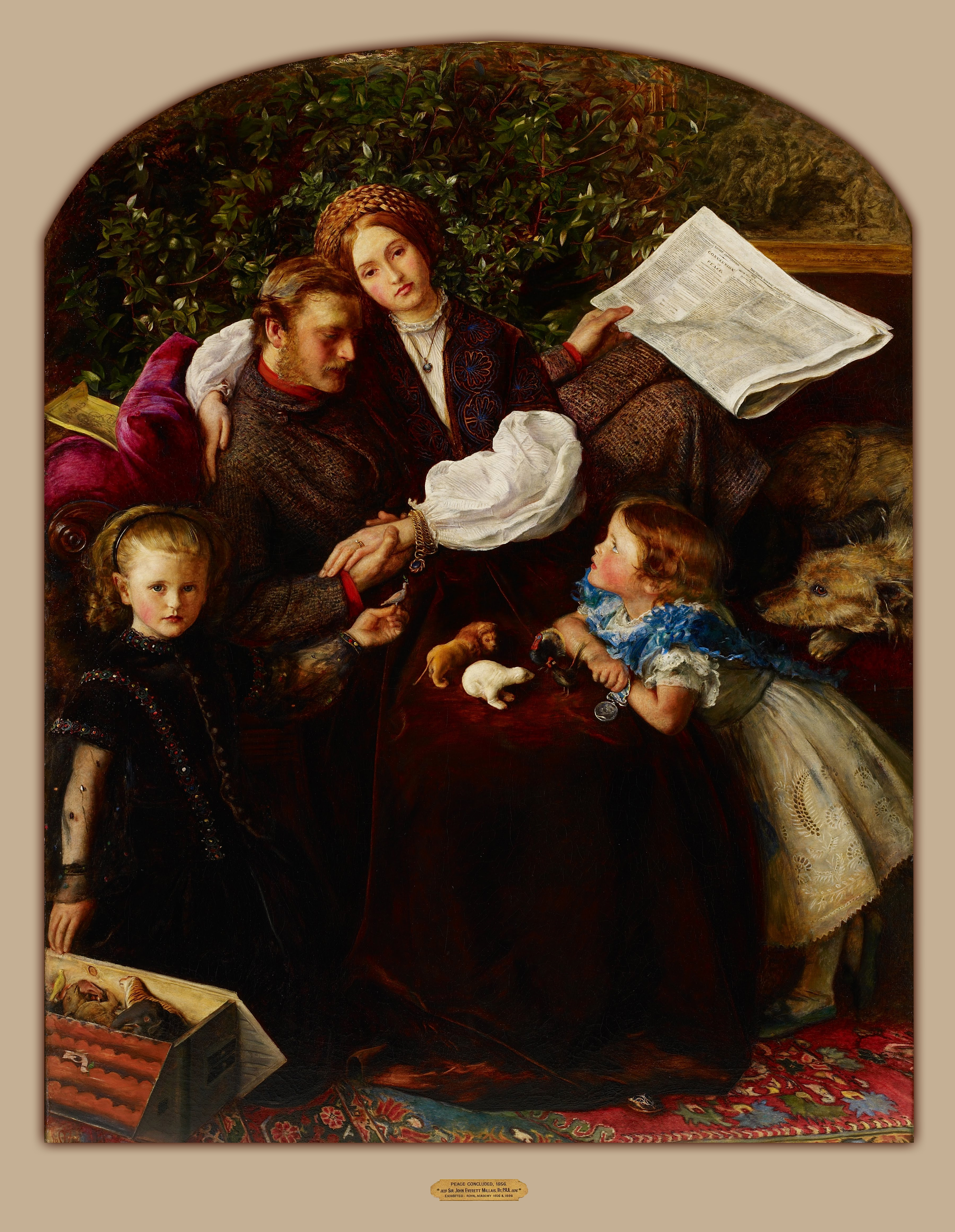
The Times dans Paix conclue, par John Everett Millais en 1856.

Le journal The Times fut pendant longtemps considéré comme un journal proche des conservateurs, bien qu'il ait défendu l'idée d'une coalition avec les libéraux-démocrates. La ligne éditoriale a évolué depuis qu'il a été repris par le groupe News Corp (avec à sa tête Rupert Murdoch) et le journal tend à donner plus d'importance au sport et aux célébrités.
Entre 1997 et 2010, ce journal soutenait publiquement les gouvernements travaillistes de Tony Blair et Gordon Brown. Puis fin avril 2010, The Times publie un éditorial dans lequel il soutient à nouveau publiquement les conservateurs.